# Przyłuski (Sadkowice)
Pour les articles homonymes, voir Przyluski.
Przyłuski est une localité polonaise de la gmina de Sadkowice, située dans le powiat de Rawa Mazowiecka en voïvodie de Łódź.